# Гостищев, Пётр Максимович
Пётр Максимович Гостищев (20 мая 1925, с. Ржавец, Курская губерния — 28 января 1984, Белгород) — участник Великой Отечественной войны, Герой Советского Союза, командир орудия 261-го гвардейского стрелкового полка 87-й гвардейской стрелковой дивизии 43-й армии 3-го Белорусского фронта, гвардии сержант.

## Биография
Родился в селе Ржавец (ныне Прохоровского района Белгородской области) в семье крестьянина. Русский. Член КПСС с 1952 года. Окончил 7 классов и школу ФЗУ. Работал токарем.

### Участие в Великой Отечественной войне
В Красной Армии с января 1942 года. На фронте в Великую Отечественную войну с февраля 1942 года.
Командир орудия 261-го гвардейского стрелкового полка (87-я гвардейская стрелковая дивизия, 43-я армия, 3-й Белорусский фронт) комсомолец гвардии сержант Пётр Гостищев отличился 8 февраля 1945 года в районе населённого пункта Крагау, расположенного в 22-х километрах западнее города Кёнигсберг (ныне — Калининград).
Гитлеровцы крупными силами пехоты при поддержке самоходных орудий контратаковали наступавшие подразделения советских войск. На огневую позицию гвардии сержанта Гостищева двигалось около ста двадцати вражеских автоматчиков и два самоходных орудия «Фердинанд».
В ходе боя орудийный расчёт был выведен из строя. Гвардии сержант остался один. Он подпустил фашистские самоходки на расстояние до пятидесяти метров и открыл по ним огонь. Первая самоходка была подбита, вторая повернула вспять. В это время вражеский снаряд повредил орудие Гостищева, а сам командир орудия получил тяжёлое ранение.
Истекая кровью, мужественный воин-артиллерист гранатами и огнём из автомата продолжал вести огонь по наседавшим фашистам.
В течение тридцати минут, пока не подошли советские резервные подразделения, Пётр Гостищев сдерживал натиск врага и уничтожил около трёх десятков гитлеровцев.
Указом Президиума Верховного Совета СССР от 19 апреля 1945 года за образцовое выполнение боевых заданий командования на фронте борьбы с немецко-фашистским захватчиками и проявленные при этом мужество и героизм гвардии сержанту Гостищеву Петру Максимовичу присвоено звание Героя Советского Союза с вручением ордена Ленина и медали «Золотая Звезда» (N 8873).

### Послевоенное время
После войны гвардии старший сержант П. М. Гостищев демобилизован. Возвратился в родное село, затем переехал в Белгород, где работал в управлении связи.
Умер 28 января 1984 года.

## Награды
- Герой Советского Союза (19.04.1945);
- орден Ленина (19.04.1945);
- медали.